# Kitahiroshima
Kitahiroshima (北広島市?, Kitahiroshima-shi) è una città del Giappone che ricade sotto la giurisdizione della sottoprefettura di Ishikari. È situata nella zona occidentale della prefettura di Hokkaidō.